# François Grosjean

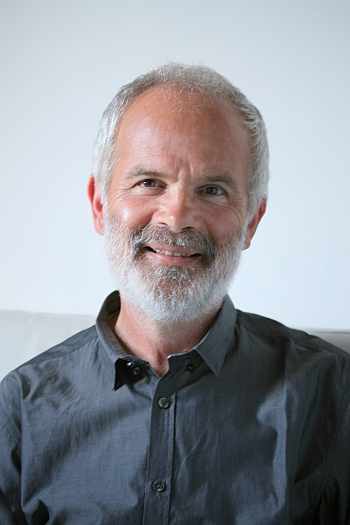
François Grosjean, 2011

François Grosjean (* 11. März 1946 in Paris) ist ein französischer Linguist, Professor und ehemaliger Direktor des Labors für Sprach- und Sprachverarbeitung an der Universität Neuenburg in der Schweiz.

## Biographie
Er ist der Sohn von Roger Grosjean.
François Grosjean erhielt seine Grund- und weiterführende Ausbildung in Frankreich, Schweiz und England. Nach seinem Studium an der Universität Paris VII, das mit einem Staatsdoktortitel abschloss, begann er eine akademische Laufbahn an der Universität Paris VIII. Er zog 1974 in die Vereinigten Staaten, um eine Lehr- und Forschungsstelle in Psycholinguistik an der Northeastern University anzunehmen und war außerdem wissenschaftlicher Mitarbeiter am Speech Communication Laboratory am MIT. 1987 zum Professor an die Universität Neuenburg berufen, gründete er dort das Sprach- und Sprachverarbeitungslabor, das er zwanzig Jahre lang leitete. Er hat Lehraufträge an den Universitäten Zürich, Basel und Oxford inne. 1998 war er Mitbegründer der Zeitschrift Bilingualism: Language and Cognition (Cambridge University Press).

## Forschung
Sein Forschungsgebiet ist die Psycholinguistik und insbesondere die Wahrnehmung, das Verstehen und die Produktion von Sprache bei Ein- und Zweisprachigen. Weitere Interessengebiete sind Gebärdensprachen und Zweisprachigkeit gehörloser Menschen, die Beurteilung des Sprachverständnisses bei Aphasikern, angewandte Linguistik sowie die Modellierung der Sprachverarbeitung.
François Grosjean ist vor allem für seine Arbeiten zur Zweisprachigkeit bekannt, insbesondere für seine ganzheitliche Betrachtung des Phänomens sowie für seine Forschungen zum Sprachmodus, dem Prinzip der Komplementarität, der Behandlung von Codealternationen und -entlehnungen usw. In einer seiner meistzitierten Veröffentlichungen, die in rund dreißig Sprachen übersetzt wurde, verteidigt er das Recht gehörloser Kinder, zweisprachig aufzuwachsen, in mündlicher Sprache und in Gebärdensprache.
Mit Stand vom 10. März 2021 wurde François Grosjeans Werk laut Google Scholar 24.016 Mal zitiert und sein H-Index liegt bei 58. Er hat seine Autobiografie A Journey in Languages and Cultures: The Life of a Bicultural Bilingual veröffentlicht (Oxford University Press) im Jahr 2019.

## Publikationen
- Life with Two Languages: An Introduction to Bilingualism. Cambridge, Mass.: Harvard University Press, 1982
- avec H. Lane, Recent Perspectives on American Sign Language. Hillsdale, New Jersey: Lawrence Erlbaum, 1982
- avec Ulrich Frauenfelder, A Guide to Spoken Word Recognition Paradigms. Hove, England: Psychology Press, 1997
- Studying Bilinguals. Oxford: Oxford University Press, 2008
- Bilingual: Life and Reality. Cambridge, Mass.: Harvard University Press, 2010
- avec Jean-Yves Dommergues, La statistique en clair. Paris : Ellipses Édition, 2011
- Roger Grosjean : Itinéraires d'un archéologue. Ajaccio : Éditions Alain Piazzola, 2011, ISBN 978-2-915410-95-2 (Préface d'Yves Coppens)
- avec Ping Li, The Psycholinguistics of Bilingualism. Malden, MA & Oxford: Wiley-Blackwell, 2013.
- Parler plusieurs langues – le monde des bilingues, Paris : éditions Albin Michel, 2015, ISBN 978-2-226-31260-0
- Bilinguismo. Miti e Realtà, Milano: Mimesis, 2015, ISBN 978-88-575-2547-1
- A la recherche de Roger et Sallie, Hauterive, Suisse: Editions Attinger, 2016, ISBN 978-2-88256-211-1
- avec Krista Byers-Heinlein, The Listening Bilingual: Speech Perception, Comprehension and Bilingualism, Hoboken, NJ & Oxford, 2018, ISBN 978-1-118-83579-1
- A Journey in Languages and Cultures: The Life of a Bicultural Bilingual, Oxford: Oxford University Press, 2019, ISBN 978-0-19-875494-7
- Life as a Bilingual: Knowing and Using Two or More Languages. Cambridge: Cambridge University Press, 2021, ISBN 978-1-108-97549-0